# David Wright (serietecknare)
David Wright, född 12 december 1912, död 25 maj 1967, var en brittisk illustratör och serietecknare, känd som tecknare av dagspresserien Carol Day. 
År 1956 skapade han Carol Day, en tecknad serie om en blivande modemodell och hennes liv i London, för Daily Mail. 
Carol Day blev publicerad i The Daily Mail och syndikerad till cirka 70 tidningar runt om i världen. Serien handlade om de vardagliga äventyren som händer en cool och elegant modemodell, ung och blond, vid namn Carol Day.
David Wright tecknade serien, och Peter Meriton skrev manus.